# NGC 3540
NGC 3540 (również NGC 3548, PGC 33806 lub UGC 6196) – galaktyka soczewkowata (SB0), znajdująca się w gwiazdozbiorze Wielkiej Niedźwiedzicy.
Odkrył ją John Herschel 11 marca 1831 roku. Ponownie obserwował ją 7 lutego 1832 roku i skatalogował jako nowo odkryty obiekt z trochę inną pozycją (około jednej minuty za daleko na wschód). John Dreyer skatalogował te obserwacje jako NGC 3540 i NGC 3548.